# Hybristodryinus nalae
Hybristodryinus nalae (лат.) — ископаемый вид ос рода Hybristodryinus из семейства дрииниды (Dryinidae). Бирманский янтарь, меловой период (сеноманский век, около 99 млн лет). Мьянма. Видовое название nalae происходит от имени мисс Nala Müller (Гамбург, Германия).

## Описание
Мелкие хризидоидные осы. Длина 2,6 мм. От близких видов отличается глубоким вырезом диска пронотума (у H. shan и он без выреза); треугольным диск пронотума (у H. magnificus диск трапециевидный). Усики 10-члениковые. Нижнечелюстные щупики состоят из 6, а нижнегубные — из 3 члеников. Самцы неизвестны. Переднее крыло с тремя ячейками, закрытыми пигментированными жилками (C, R и 1Cu). У самок этого рода на передних лапках есть клешня, предположительно для удерживания цикадок (Cicadomorpha, Fulgoroidea).
Вид был впервые описан в 2019 году палеоэнтомологами Евгением Перковским (Schmalhausen Institute of Zoology, Украина), Массимо Ольми (Tropical Entomology Research Center, Viterbo, Италия), Патриком Мюллером (Германия) и Катериной Мартыновой (Киев).